# Казесалу, Реэт
Ре́эт Ка́зесалу (эст. Reet Kasesalu; 4 мая 1929, Нарва, Эстонская Республика — 25 февраля 2022) — эстонская советская режиссёр документальных фильмов.

## Биография
Родилась в 1929 года в Нарве, из семьи военного, капитана Таллиннского военного училища, во время войны четыре года училась в школе в СССР.
В 1949 году первая из эстонцев поступила на учёбу на режиссёрский факультет ВГИКа, который окончила в 1955 году (курс Григория Александрова).
В 1953—1989 годах работала на киностудии «Таллинфильм», вначале редактором, а затем режиссёром документальных фильмов. Всего сняла около 30 документальных, научных и учебных фильмов, а также является режиссёром почти пятой части — 199 выпусков — киножурнала «Советская Эстония».
В художественном кино была вторым режиссёром на фильмах Юлий Фогельмана «В дождь и в солнце» (1960) и «Друг песни» (1961).